# Shiny Beast (Bat Chain Puller)
Shiny Beast (Bat Chain Puller) è il decimo album di Captain Beefheart & the Magic Band. Venne pubblicato nel 1978 ed è considerato il ritorno di Beefheart alla grande musica, dopo i due dischi del 1974, Unconditionally Guaranteed e Bluejeans & Moonbeams, che vennero aspramente criticati. Questo disco, infatti, è il primo dei tre dischi che concluderanno la carriera musicale dell'artista, tre dischi che ricevettero recensioni molto positive.

## Bat Chain Puller
Molte delle canzoni vennero registrate per l'etichetta di Frank Zappa, la Discreet Records, nel 1976. Queste canzoni dovevano comparire su un album intitolato semplicemente Bat Chain Puller; ma il disco non vide mai la luce a causa di alcune complicazioni legali, e le tracce che compaiono su Shiny Beast vennero ri-registrate nel 1978.

## Tracce
Tutte le canzoni scritte da Don Van Vliet eccetto dove segnalato

### Lato A
1. The Floppy Boot Stomp – 3:51
2. Tropical Hot Dog Night – 4:48
3. Ice Rose – 3:37
4. Harry Irene – 3:42
5. You Know You're a Man – 3:14
6. Bat Chain Puller – 5:27

### Lato B
1. When I See Mommy I Feel Like a Mummy – 5:03
2. Owed t'Alex (Van Vliet, Herb Bermann) – 4:06
3. Candle Mambo – 3:24
4. Love Lies – 5:03
5. Suction Prints – 4:25
6. Apes-Ma – 0:40

## Formazione
- Captain Beefheart - voce, armonica a bocca, sassofono soprano, fischietto
- Jeff Moris Tepper - chitarra
- Bruce Lambourne Fowler - trombone, basso
- Eric Drew Feldman - sintetizzatore, pianoforte, basso
- Richard Redus - chitarra
- Robert Arthur Williams - batteria, percussioni
- Art Tripp III - marimba, percussioni